# Рубин, Джерри
Дже́рри Ру́бин (англ. Jerry Rubin; 14 июля 1938, Цинциннати, Огайо — 28 ноября 1994[…], Лос-Анджелес, Калифорния) — американский общественный деятель и предприниматель, деятель антивоенного движения 1960—1970-х гг., вместе с Эбби Хоффманом лидер леворадикального движения Йиппи. В 1980-х гг. — преуспевающий бизнесмен.

## Молодость
Родился в еврейской семье хлебоперевозчика и профсоюзного деятеля. Редактировал школьную газету. В 1956 окончил Университет Цинциннати, получив степень по социологии. Поступил в Университет Беркли в 1964, но выбыл, дабы сосредоточиться на общественной деятельности. Родители Рубина умерли в течение 10 месяцев друг после друга, оставив на нём заботу о его младшем тринадцатилетнем брате.

## Социальная активность

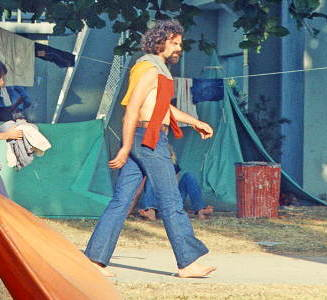
1972

Исключение из университета Беркли, где он участвовал в демонстрации против системы найма по расовому признаку местного бакалейщика, положило начало социальной активности Рубина. Он возглавлял первые демонстрации против войны во Вьетнаме, одновременно выступал соучредителем движения Йиппи с Эбби Хофманом, выдвигал свинью на пост президента США. В октябре 1967 года Дэвид Деллинджер из Национального мобилизационного комитета по прекращению войны во Вьетнаме попросил Рубина помочь в мобилизации и руководстве похода на Пентагон. Играл ключевую роль в протестах во время съезда Демократической партии США в Чикаго в августе 1968 года. После этого он, наряду с другими членами так называемой «Чикагской семёрки», был обвинен в подстрекательстве к бунту и подвергнут судебному преследованию. Затем он стал преуспевающим бизнесменом.

## Смерть
14 ноября 1994 года Дж. Рубин переходил дорогу в неположенном месте и был сбит машиной. Несчастье случилось неподалёку от Калифорнийского университета на бульваре Вилшур (улица с трёхрядным движением в каждом направлении). Был доставлен в больницу университета, где скончался через две недели.

## Книги
- Джерри Рубин. Действуй!: Сценарии Революции = DO IT!: Scenarios of the Revolution. — М.: Гилея, 2008. — 233 с. — (Час "Ч"). — 2000 экз. — ISBN 5-87987-048-0. 
Jerry Rubin. DO IT!: Scenarios of the Revolution. — First Printing edition (March 15, 1970). — Touchstone, 1970. — 256 p. — ISBN 067120601X, ISBN 978-0671206017.